# 理查德·L·格里高利
理查德·L·格里高利（英語：Richard Langton Gregory，1923年7月24日—2010年5月17日）是一位英国心理学家，布里斯托尔大学神经心理学教授，1967年在英国皇家科学院圣诞讲座上演讲，题为《聪明的眼睛》（The Intelligent Eye），1992年获伦敦皇家学会迈克尔·法拉第奖，并于同年当选皇家学会会士。